# سبيروس مورتوس
سبيروس مورتوس (باليونانية: Σπύρος Μούρτος)‏ مواليد 5 ديسمبر 1990 في خولارغوس، هو لاعب كرة سلة يوناني. بدأ مسيرته الاحترافية في سنة 2008. يحمل الرقم 16. يبلغ طوله 6 قدم 6 بوصة (2.0 م). لعب مع نادي أريس لكرة السلة في الدوري اليوناني لكرة السلة.

## روابط خارجية
- سبيروس مورتوس على موقع الاتحاد الدولي لكرة السلة (الإنجليزية)
- سبيروس مورتوس على موقع كرة السلة الأوروبية.كوم (الإنجليزية)
- سبيروس مورتوس على موقع DraftExpress.com (الإنجليزية)
- سبيروس مورتوس على موقع ريلجم (الإنجليزية)
- سبيروس مورتوس على موقع بروبوليرز (الإنجليزية)
- سبيروس مورتوس على موقع سبورتس رفرنس (الإنجليزية)